# Narcyz Potoczek
Narcyz Potoczek (ur. 15 marca 1875 w Rdziostowie, zm. 23 listopada 1943 w Chełmcu) – polski polityk, sekretarz gminy Trzetrzewina, działacz PSL „Piast” i BBWR.

## Życiorys
Syn Stanisława i Eleonory z Sikorskich (1857–1936), brat Błażeja, Franciszka i Ignacego. Ukończył ośmioklasową szkołę ludową oraz kursy administracji gminnej w Nowym Sączu. Początkowo pracował jako kowal w warsztatach kolejowych w Nowym Sączu. W 1905 roku objął gospodarstwo rolne w Chełmcu. Działał w powiecie nowosądeckim, był członkiem rady gminnej, sejmiku powiatowego, wiceprezesem rady nadzorczej Towarzystwa Wzajemnych Ubezpieczeń „Wisła”. Był współzałożycielem wielu kas oszczędnościowych, bibliotek i kółek rolniczych. Pełnił funkcję Sekretarz gminy w Trzetrzewinie.
W latach 1921–1927 był prezesem Okręgowego Towarzystwa Rolniczego w Nowym Sączu, od 1922 był również prezesem Powiatowego Związku Wójtów (do 1927 roku). Był członkiem Zarządu Głównego Małopolskiego Towarzystwa Rolniczego, pełniąc funkcję przewodniczącego komisji kulturalno-gospodarczej. W latach 1928–1931 należał do Zarządu Głównego Towarzystwa Szkoły Ludowej w Krakowie. 

## Działalność Polityczna
W 1908 roku nie przyjął mandatu poselskiego do Sejmu Krajowego we Lwowie. Należał do Stronnictwa Chłopskiego. W 1908 roku wstąpił do Polskiego Stronnictwa Ludowego, gdzie od 1910 roku był członekiem Rady Naczelnej. Po rozpadzie PSL należał do PSL-Lewica, gdzie w 1914 został członekiem Rady Naczelnej. W latach 1918–1919 pełnił funkcję przewodniczącego Chłopskiej Rady Powiatowej PSL-Lewicy, był też członkiem Powiatowej Komisji Likwidacyjnej w Nowym Sączu.
Od 1919 roku należał do PSL „Piast”, gdzie pełnił funkcję prezes zarządu powiatowego w Nowym Sączu i wiceprezesa zarządu okręgowego w Krakowie. Pełnił tam też funkcje członka Rady Naczelnej (1919–1930) i wiceprezesa Zarządu Głównego (1923–1930). Z ramienia PSL „P” uzyskał mandat do Sejmu Ustawodawczego z okręgu wyborczego nr 40 (Nowy Sącz). Był też wybrany na posła I kadencji i II kadencji. Po opuszczeniu PSL „Piast” 30 września 1930 roku wstąpił do Bezpartyjnego Bloku Współpracy z Rządem, który reprezentował jako poseł III kadencji.
W Sejmie Ustawodawczym zasiadał w komisji robót publicznych. W Sejmie I kadencji był w komisji wojskowej, a podczas III kadencji w komisjach robót publicznych i rolnej.
Po zakończeniu działalności parlamentarnej w 1935 wycofał się z życia politycznego.
Zmarł 23 listopada 1943 roku w Chełmcu, został pochowany na cmentarzu przy kościele pw. św. Heleny.

## Rodzina
W 1905 roku poślubił Zofię z domu Szkaradek, z którą miał syna Józefa i córkę Eleonorę Zielińską. 

## Ordery i odznaczenia
- Złoty Krzyż Zasługi (11 listopada 1936)[3]